# Agnès Pannier-Runacher
Agnès Pannier-Runacher (sinh ngày 19 tháng 6 năm 1974; nhũ danh Agnès Runacher) là một nữ doanh nhân và chính trị gia người Pháp thuộc Đảng Phục hưng (LREM), bà từng giữ chức Bộ trưởng Bộ Năng lượng trong chính phủ của Thủ tướng Élisabeth Borne kể từ năm 2022. Bà cũng từng là Bộ trưởng Ngoại giao về Kinh tế và Tài chính dưới thời các Thủ tướng Édouard Philippe và Jean Castex từ năm 2018 đến năm 2022.
Bà tốt nghiệp trường HEC Paris, Viện Nghiên cứu Chính trị Paris và ENA.